# Дарлингтон, Сирил Дин
Сирил Дин Дарлингтон (19 декабря 1903 — 26 марта 1981) — английский ботаник и генетик, принадлежит к числу создателей цитогенетики, классик цитоэмбриологии растений, один из создателей синтетической теории эволюции. Он разработал теорию, объяснявшую механизм конъюгации хромосом в мейозе (1932), определившую направление исследований мейоза растений и животных вплоть до середины 50-х годов XX века. Избран в члены Лондонского королевского общества 20 марта 1941 года.
В 1947 году совместно с Роном Фишером основал журнал «Heredity: An International Journal of Genetics», в котором Дарлингтон получил возможность публиковать свои статьи с неортодоксальными взглядами на наследственность.